# Szigetszentmiklós
Szigetszentmiklós je mesto na Madžarskem, ki upravno spada v podregijo Ráckevei Županije Pešta.